# دوري أذربيجان الممتاز 2000-01
دوري أذربيجان الممتاز 2000-01 (بالأذرية: Azərbaycan Top Liqası 2000/2001)‏ هو الموسم 10 من  دوري أذربيجان الممتاز. أقيم خلال الفترة 5 أغسطس 2000 وحتى 5 مايو 2001، وأشرف على تنظيمه اتحاد أذربيجان لكرة القدم، وكان عدد الأندية المشاركة فيه  11، وفاز فيه نادي شامكير.